# Burg Loderbach
Die Burg Loderbach ist eine abgegangene Niederungsburg in Loderbach an der Stelle der Filialkirche St. Georg; Loderbach ist ein Gemeindeteil des oberpfälzischen Gemeinde Berg im Landkreis Neumarkt in der Oberpfalz. „Archäologische Befunde des Mittelalters und der frühen Neuzeit im Bereich der Kath. Filialkirche St. Georg in Loderbach, darunter die Spuren von Vorgängerbauten bzw. älterer Bauphasen“ werden als Bodendenkmal unter der Aktennummer D-3-6634-0006 geführt.

## Geschichte
Die Burg wird mit dem Reichsministerialengeschlecht der Loterbecken (oder Lot(t)er) in Verbindung gebracht. 1180 wird Heinrich Loter genannt, der dem Herzog Friedrich dem Gebarteten ein Gut verkauft. Die Reichsministerialität der Lotter geht auch daraus hervor, dass sie die Reichsministerialenburg Weidenwang innehatten, die am 21. September 1318 von einem Lotter von Weidenwang an einen Hilpolt vom Stein verkauft wurde, der sie dann dem Kloster Seligenporten schenkte. Die Loterbecken, und zwar ein Cunce (= Konrad) Loter, werden im 13. Jahrhundert in der Stiftungsurkunde des Klosters Seligenporten genannt. Die Loterbecken waren weit verzweigt und hatten reichen Besitz. In einer Urkunde von 1322 wird ein Chunrad von Loternpach genannt. 1329 taucht ein Friedrich Loter zu Neumarkt auf; 1324 wird ein Marquart der Loterbeck genannt, 1340 ein Chuonrad von Loterpach; ein Chunrat der Lotter von Schauenstein war 1341 Hauskomtur des Deutschen Ordens in Nürnberg. Sie waren auch Wohltäter des Klosters Kastl. Pfalzgraf Rupert I. verpfändete den Rittern Marquart, Wilhelm und Heinrich der Loterbecken 1360 die Veste Heinrichsbürg, und sie saßen noch 1372 auf dieser Burg. 1407 haben sie ihren Besitz zu Loderbach aufgegeben; in diesem Jahr tritt ein Bürger von Neumarkt als Eigentümer von Loderbach auf (nach anderen Angaben waren sie bis 1490 zu Loderbach begütert). Die Loterbecken werden aber auch im 15. Jahrhundert als Inhaber bedeutender Ämter genannt (Heinrich der Loterbeck war 1372 Pfleger von Velburg, 1383 ist ein Heinrich Loterbeck Pfleger von Sulzbach, 1411 ist ein Hans Loterbeck Landrichter des Landgerichts Hirschberg, Wilhelm der Loterbeck ist 1454 Pfleger zu Haimburg). Danach werden sie noch als Bürger von Neumarkt genannt.

## Beschreibung

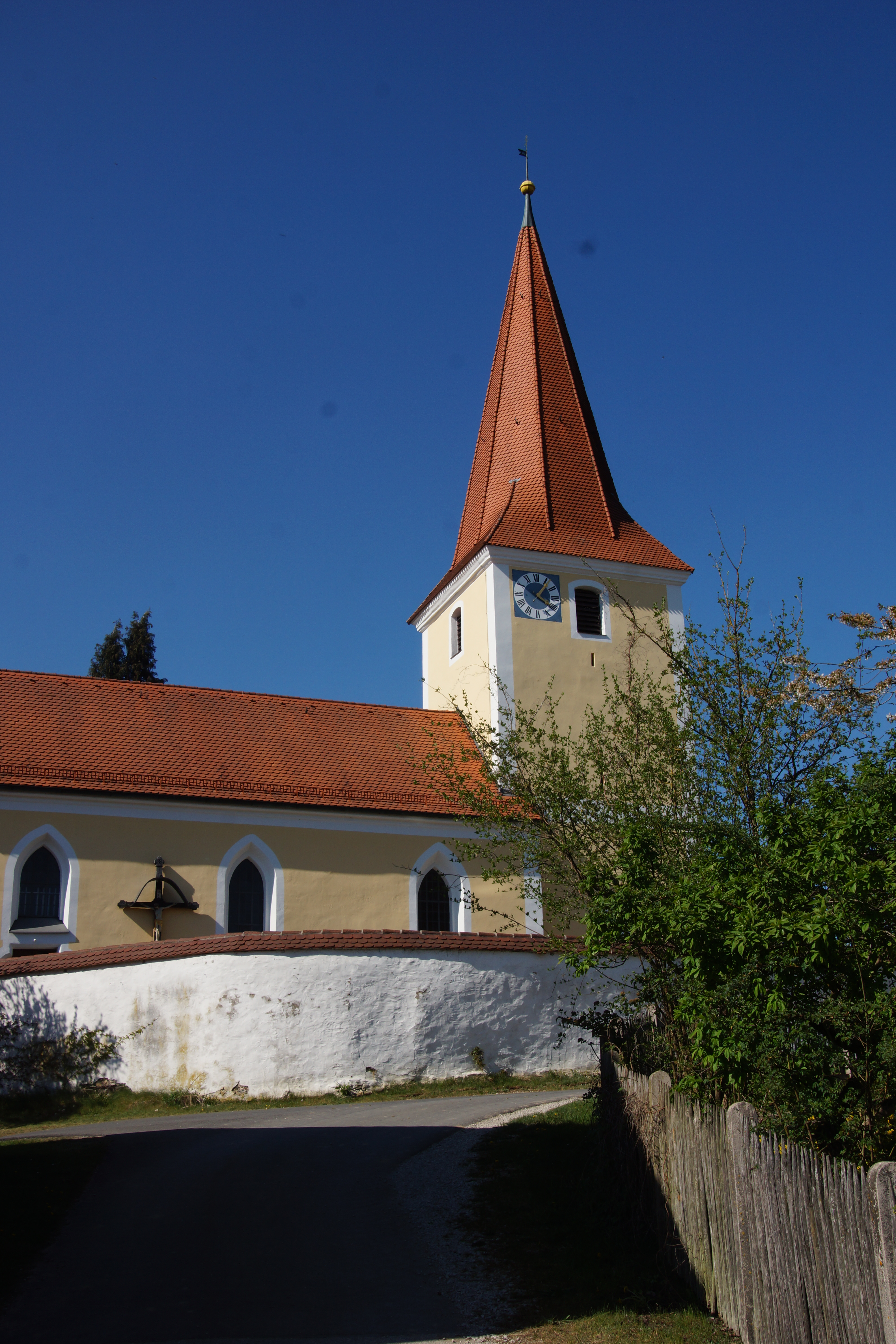
Filialkirche St. Georg in Loderbach (2019)

Die abgegangene Burg ist durch die Filialkirche St. Georg überbaut. Der Chorturm der Kirche mit seinem frühgotischen Turmunterbau verweist auf deren frühe Entstehungszeit und vorige Funktion als Burgkapelle.